# A370 (route russe)
Pour les articles homonymes, voir A370.
La route fédérale A-370 « Oussouri » (en russe: Федера́льная автомоби́льная доро́га A370 «Уссу́ри», Federalnaya avtomobilnaya doroga «Oussouri») appelée aussi « route de l'Oussouri » (en référence à la rivière qu'elle longe en partie), est une route fédérale située dans l'Extrême-Orient russe qui relie les villes de Khabarovsk et de Vladivostok. Elle constitue le dernier tronçon de l'unique route bituminée reliant la Russie européenne à Vladivostok et ainsi à la côte Pacifique. Contrairement à la R297, elle traverse des territoires peuplées sur son chemin.

## Description
L'A370, dénommée Magistrale 60 (ou ) avant le 1er janvier 2018, relie les villes de Khabarovsk et de Vladivostok en longeant en grande partie la rivière Oussouri. Elle traverse les kraïs de Khabarovsk et du Primorié, sur plus de 730 kilomètres dont environ 240 dans le premier kraï. La route fait partie du réseau routier asiatique, le tronçon allant de Khabarovsk à Oussouriisk faisant partie de l' , et le tronçon d'Oussouriisk à Vladivostok faisant partie de l'  ,. Elle est la principale route dans le sud de l'Extrême-Orient russe, car elle permet d'accéder aux ports maritimes (dont celui de Vladivostok et de Nakhodka).
La route alterne entre des sections autoroutières, en 2 x 2 voies et en route à 1 voie de chaque côté.

## Histoire
Le Département de la construction routière en Sibérie Orientale (Daldostroï) est créé le 11 décembre 1933 par un décret de l'URSS, afin de développer en Extrême-Orient les routes stratégiques pour la Russie. Lors du XVIIe Congrès du Parti Communiste, en janvier et février 1934, il est décidé de construire une route de 600 kilomètres entre les deux agglomérations.
La construction fut chargée par le Daldostroï à l'Armée rouge, qui forma deux brigades de recrutés, une brigade venant de Rostov-sur-le-Don et l'autre de Kiev, le tout rassemblant 15 000 personnes. Les deux brigades devaient construire chacune la moitié de la route. Deux ans plus tard, le 4 novembre 1935, la route était ouverte.

### Reconstruction
Entre 2005 et 2015, plus de 130 kilomètres de routes ont été reconstruits, dont plus de 60 kilomètres sont des tronçons de catégorie Ib , avec quatre voies, ce qui permet des vitesses allant jusqu'à 100 km/h .
En 2019 une section de route allant du kilomètre 12 au 36 a été entièrement reconstruite, en 2 × 2 voies, c'est la première route de catégorie I  dans le kraï de Khabarovsk. Cette section contourne les villages de Sosnovka, Korfovsky, Tchirk, et possède deux ponts ainsi que trois échangeurs,.
Toujours en 2019, dans kraï de Khabarovsk, des sections de 19 kilomètres en tout ont été reconstruites, dont un tronçon du kilomètre 43 au kilomètre 50, dans le village de Vladimirovka.
En 2021, la construction d'un contournement autoroutier payant de la ville a été achevée, reliant les routes fédérales arrivant à Khabarovsk entre elles. Ces routes sont la R297 en direction de Tchita ; l'A375 vers le centre-sud du kraï qui se connecte à l'A376 vers Vanino et Komsomolsk-sur-l'Amour ; et l'A370 vers Vladivostok,,.

#### Contournements routiers
Plusieurs contournements routiers ont été construits, afin d'éviter de passer dans les villes ou villages (dans le sens Khabarovsk - Vladivostok) :
- Lermontovka (Kraï de Khabarovsk)
- Bikine (Kraï de Khabarovsk)
- Mikhailovka et Oussouriisk (Kraï du primorié)

,,

## Itinéraire

### Kraï de Khabarovsk
Ville de Khabarovsk
- Rue Oboronnaïa, km 0
- Échangeur entre  et Rue du 65e anniversaire de la Victoire, km 1
- Traversée du sud de Khabarovsk, km 1 à 13
- Échangeur entre  et 08K-75 qui se connecte au contournement de Khabarovsk (direction R258, A375 et A376), Sosnovka, km 13

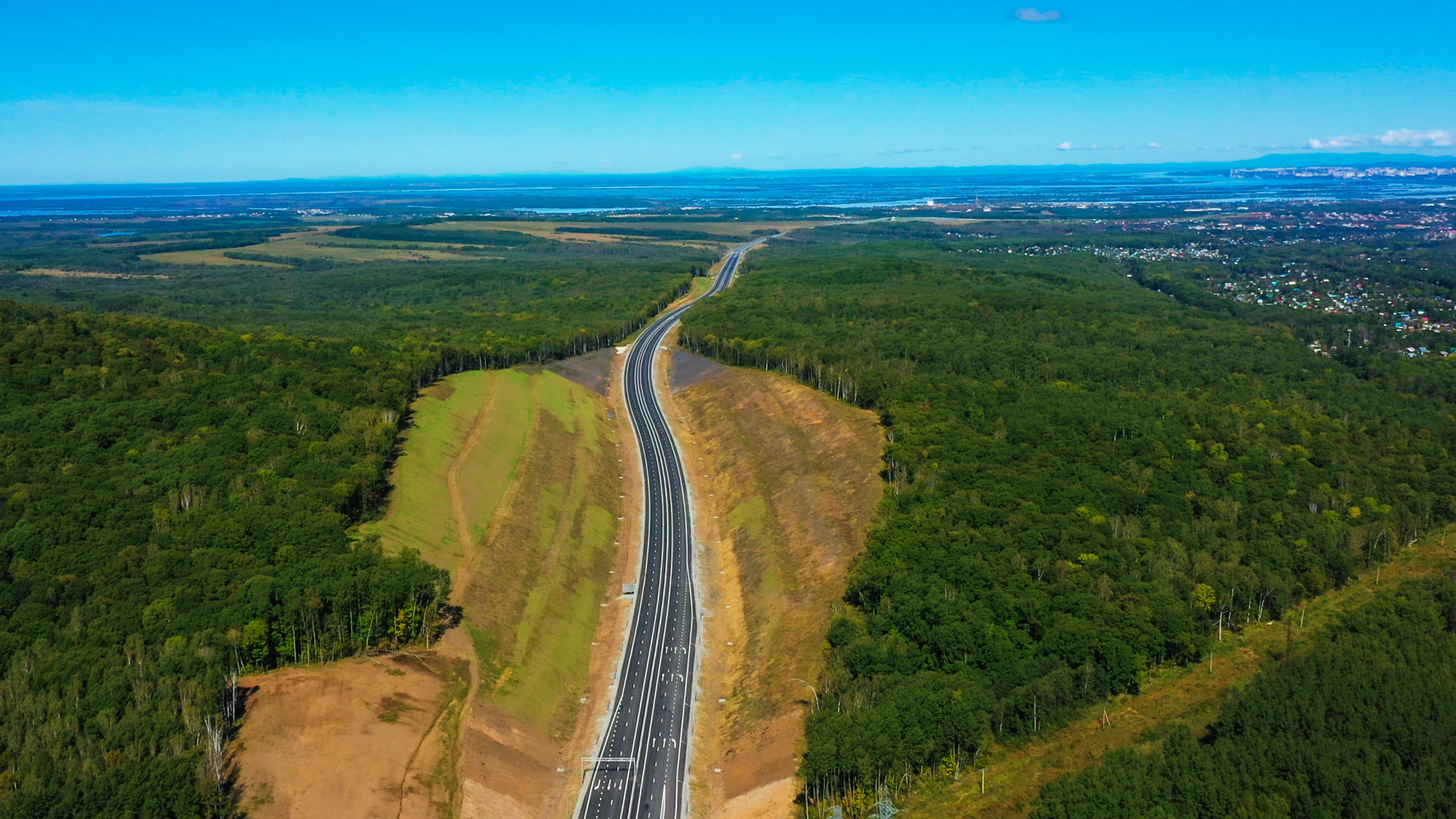
L'autoroute avec Sosnovka sur le côté.

Raïon de Khabarovsk
- Échangeur entre  et 08K-91 (vers la Chine), km 15
- L'autoroute avec Sosnovka sur le côté. Sortie vers Sosnovka et Korfovskiy, km 22
- Transsibérien, km 22

- Sortie vers Korfovskiy, , km 38

Raïon de Lazo, km 39
- Tchirki, km 40
- Vladimirovka, km 44
- Intersection avec la 08K-41 vers Moukhen et l'A375
- Zoyevka, km 49
- Intersection avec la 08A-11 vers Tchernaïevo, km 59
- Pereïaslavka, km 61
- Rivière Kiya, km 61
- Intersection avec la 08K-38 vers l'A375 et Bitchevaïa, km 62
- Transsibérien, km 71
- Khor, km 74
- Rivière Khor, km 75
- Rivière Khor, km 77
- Novostroïka, km 78
- Transsibérien, km 83

Raïon de Viazemski, km 86
- Rivière Podkhorenok, km 86
- Dormidontovka, km 89
- Intersection avec la 08K-19 vers Kapitonovka, km 97
- Intersection vers Krasitskoïe, km 104
- Viazemski (entrée),  Aire de service , km 120
- Sortie de Viazemski, km 123
- Otrdnoïe, km 127
- Avan, km 130
- Intersection vers Kotikovo et Vinogradovka,  Aire de service , km 141
- Intersection vers Rokoch, km 148

Raïon de Bikine, km 162
- Intersection vers Kamenouchka, km 165
- Intersection vers Snarskiy et Glebovo, km 170
- Intersection vers Lermontovka, km 177
- Intersection vers Pouchkino et Lermontovka, km 180
- Intersection vers Lermontovka, km 182
- Intersection vers Lonchakovo, km 184
- Boystovo, km 199
- Peresok, km 209
- Carrefour giratoire avec la rue Lazo vers Bikine-nord, km 211
- Intersection Rue Podgornaïa vers Bikine-sud,  Aire de service , km 220
- Transsibérien, km 227
- Rivière Bikine, km 228
- Transsibérien, km 228
- Intersection vers Orenbourgskoïe, km 228
- Intersection avec la 08A-3 vers Pokrovka et le xian de Raohe, km 231
- Intersection vers Lespinoïe, km 232La route entre les deux kraïs.

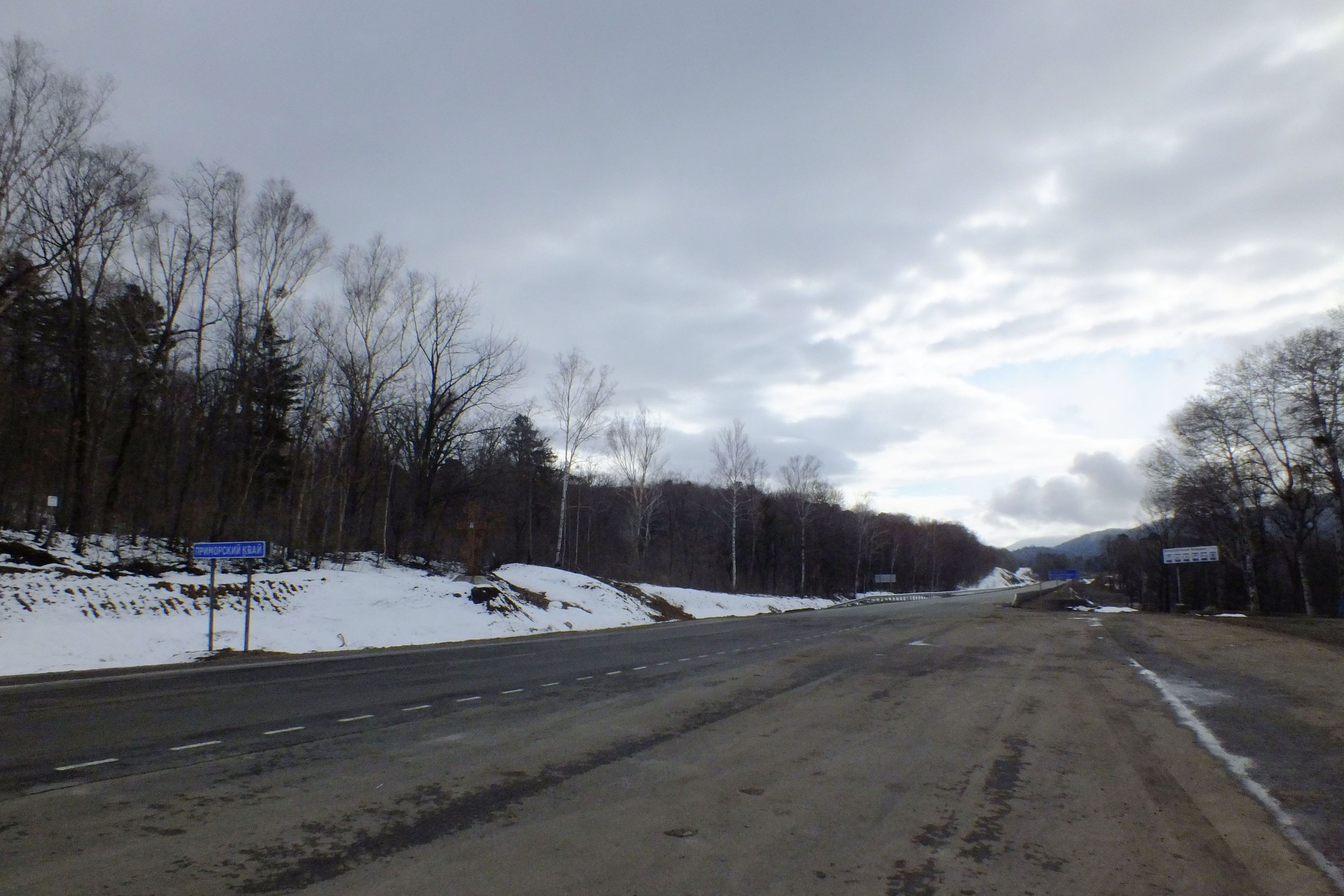
La route entre les deux kraïs.

### Kraï du Primorié
Raïon de Pojarskoïe, km 242
- Bourlit, km 257
- Transsibérien, km 258
- Fedosyevka, km 260
- Primorskaïa GRES (centrale thermique), km 269La route à Loutchegorosk
- Loutchegorsk, km 270
- Intersection avec la 05K-284 vers Nagornoïe, km 274

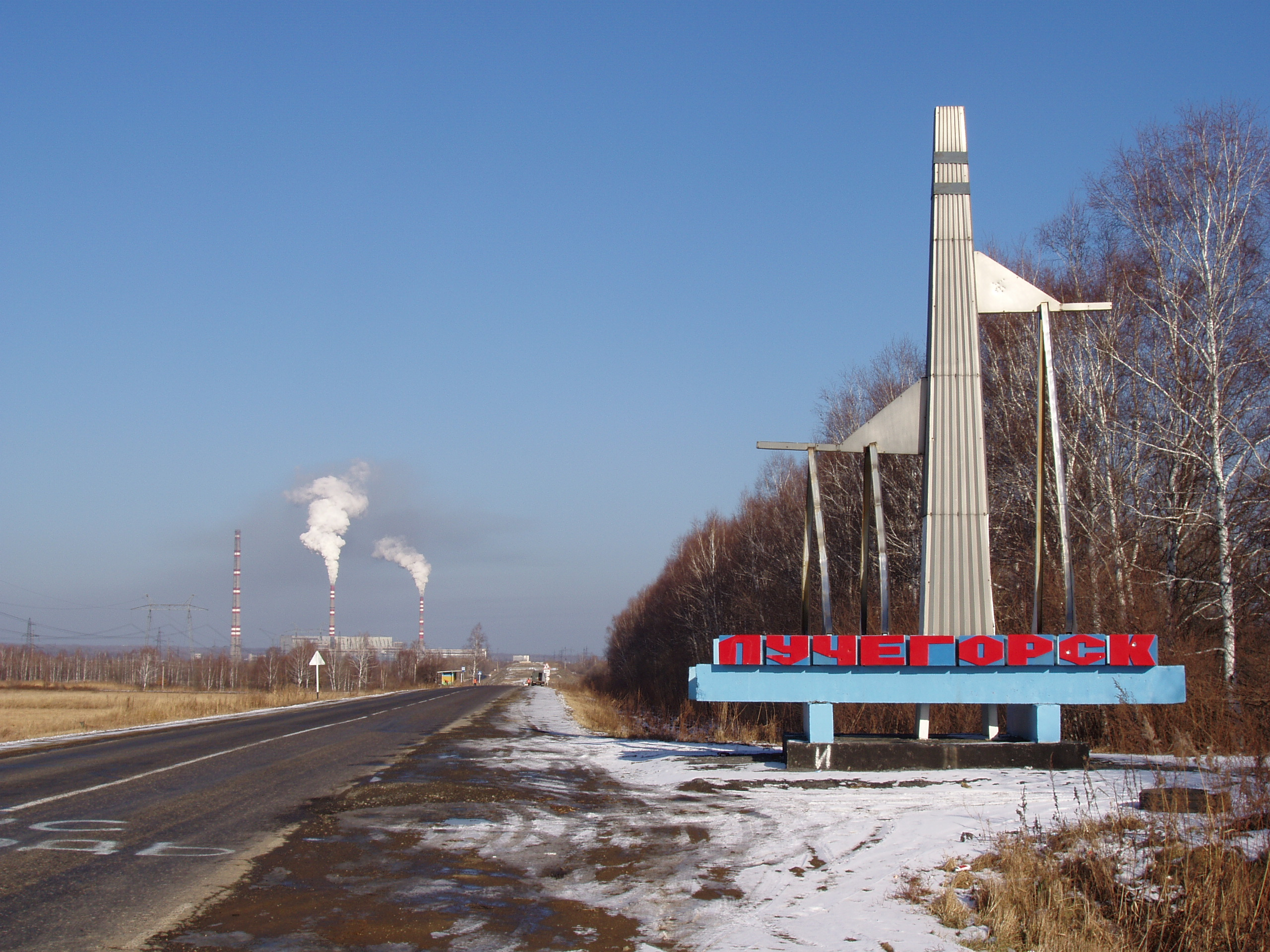
La route à Loutchegorosk

- Intersection vers Lastotchka, km 285
- Nitikovka, km 296
- Pojarskoïe, km 300L'A370 à Pojarskoïe
- Sovkhoz Pojarskiy, km 306

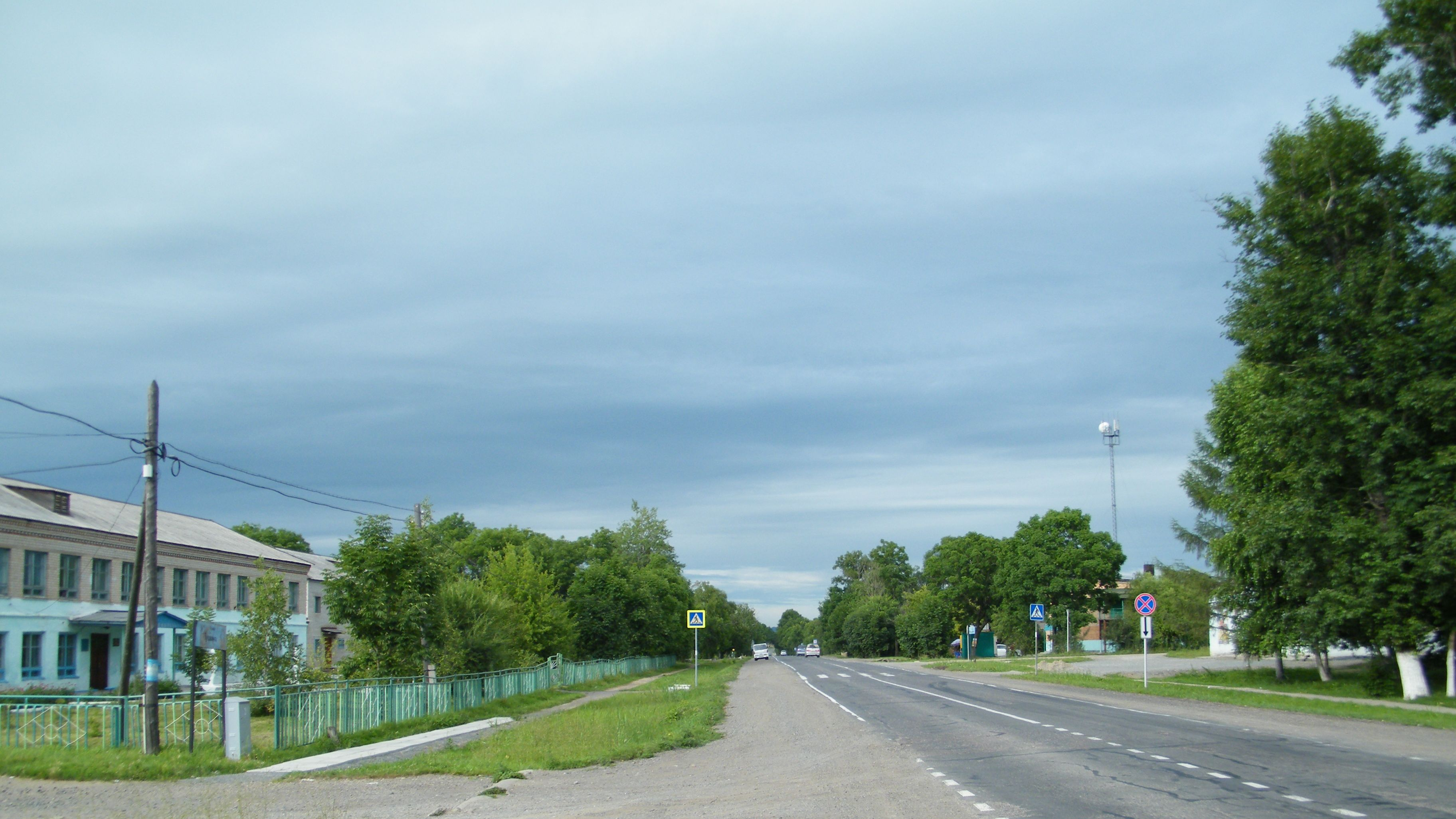
L'A370 à Pojarskoïe

- Intersection vers Gouberovo, km 308
- Intersection vers Novostroïka et Gouberovo, km 314
- Znamenka, km 315

Raïon de Dalneretchensk, km 323
- Intersection vers Soukhanovka, km 318
- Intersection vers  Mekhanizator, km 332
- Intersection vers Ebegard, km 337
- Transsibérien, km 339
- Intersection vers Salskoïe, km 344
- Rivière Malianovka, km 345
- Rivière Malianovka, km 346

Ville de Dalneretchensk, km 347
- Intersection avec la 05N-109 vers Rochtchino et Vostok,  Aire de service , km 347
- Intersection avec la 05N-108 vers Rakitnoïe et Arseniev, km 351
- Transsibérien, km 354

Raïon de Dalneretchensk, km 358
- Intersection avec la 05N-112 vers Lazo, km 351La route dans le raïon de Dalneretchensk.

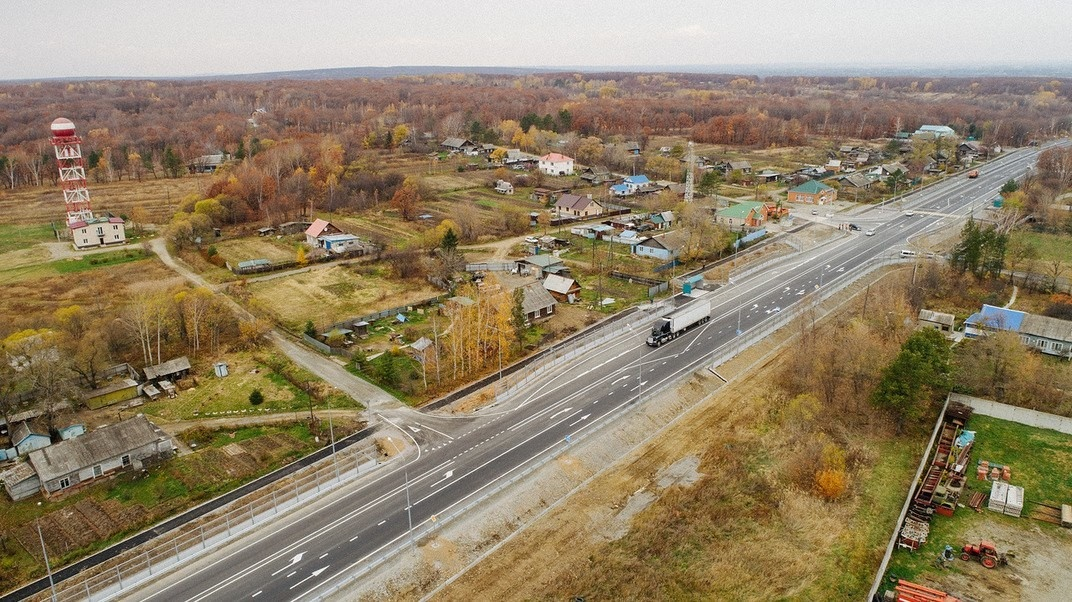
La route dans le raïon de Dalneretchensk.

- Intersection vers Rojdestvenka, km 363
- Intersection vers Filino, km 365

Okroug urbain de Lessossadovsk
- Intersection vers Nevskoïe, km 378
- Intersection vers Panteleymonovka, km 386
- Tamga,  Aire de service , km 392
- Roujino, km 400
- Intersection avec la 05K-195 vers Lessossadovsk à Lesnoïe, km 406
- Intersection vers Koursoïe, km 413
- Glazovka, km 425

Raïon de Kirovski
- Rivière Oussouri, km 432
- Gornye Klioutchi, km 433
- Intersection avec la 05K-195 vers Tikhmenevo et Lesosadovsk, km 435
- Intersection vers Rodnikovy, km 440
- Intersection avec la 05N-184 vers Preobrajenka, km 447
- Kirovskiy, km 450
- Ouvalnoïe, km 456
- Rounovka, km 470

Raïon de Spassk, km 481
- Intersection vers Doukhovskoïe, km 488
- Sortie sur la 05K-314 vers Sviyagino, km 496
- Intersection vers Kronchtadtka, km 501
- Konstantinovka, km 515
- Intersection avec la 05N-303 vers Boussevka et Arseniev, km 524

Ville de Spassk-Dalni, km 530
- Carrefour giratoire avec la rue Primorskaïa, , km 530
- Aire de service , km 530
- Intersection avec la Rue Krasnogvardeyskaïa,, km 533

Raïon de Spassk, km 533
- Intersection vers Doubovskoïe et Kalinovka, km 534
- Intersection vers Krasny Kout, km 537
- Intersection vers Prokhory, km 543
- Malyye Klioutchi, km 550

Raïon de Tchernigovka, km 552
- Mayskoïe, km 557
- Intersection avec la 05N-303 vers Siniy Gay, km 524
- Dimitryevka, km 560
- Tchernigovka, km 569Coucher de soleil avec la route peu après Tchernigovka.

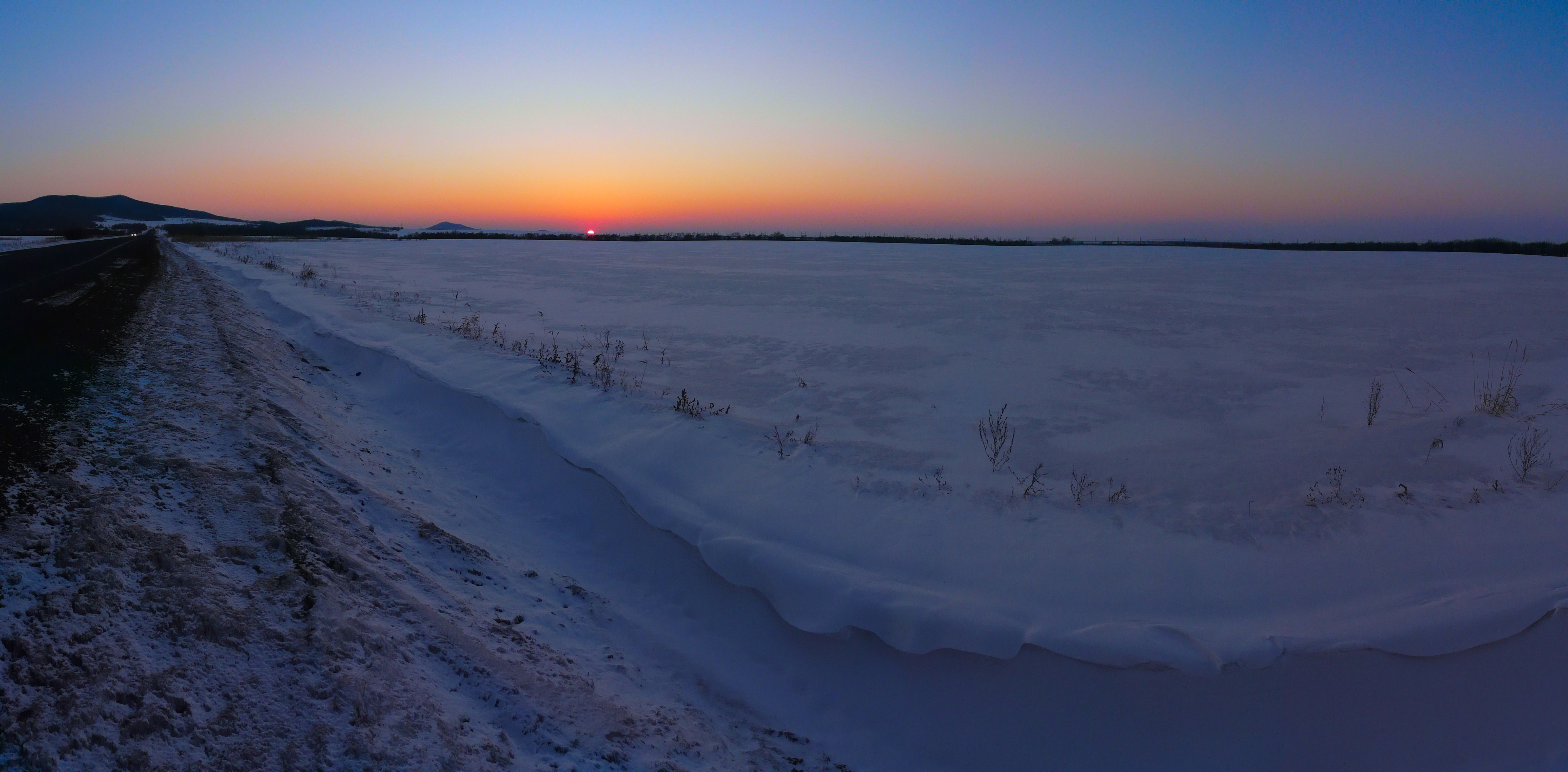
Coucher de soleil avec la route peu après Tchernigovka.

- Intersection avec la 05N-303 vers Khorol et Rettikhovka, km 524
- Intersection vers Khalkidon, km 582
- Vysokoïe, km 582
- Intersection vers Khalkidon, km 586
- Sibirtsevo, km 589
- , km 590
- Ligne Sibirtsevo  - Novotchouguevka, km 591
- Sortie vers Sibirtesvo-2, km 591
- , km 592
- Intersection avec la 05N-303 vers Yaroslavsky, km 524

Raïon de Mikhaïlovka, km 599
- Intersection avec la 05K-408 vers Abrajeïevka, km 601
- Lyalitchi, km 606
- Aire de service (sens nord), km 614
- Aire de service (sens sud), km 615
- , km 616
- Sortie vers Kremovo et Osinovka, km 620
- Sortie (sens sud) vers Novoshakhtinskiy, km 625
- Sortie sur la 05N-100 vers Arseniev et Dalnegorsk, km 627
- Aire de service (sens nord), km 628
- Sortie (sens nord) vers Pestchanoïe, km 634
- Sortie sur la 05N-192 (Mishan - Mikhailovka - Oussouriïsk), km 640L'autoroute à la sortie vers Mikhailovka.
- , km 641

Ville d'Oussouriïsk, km 652

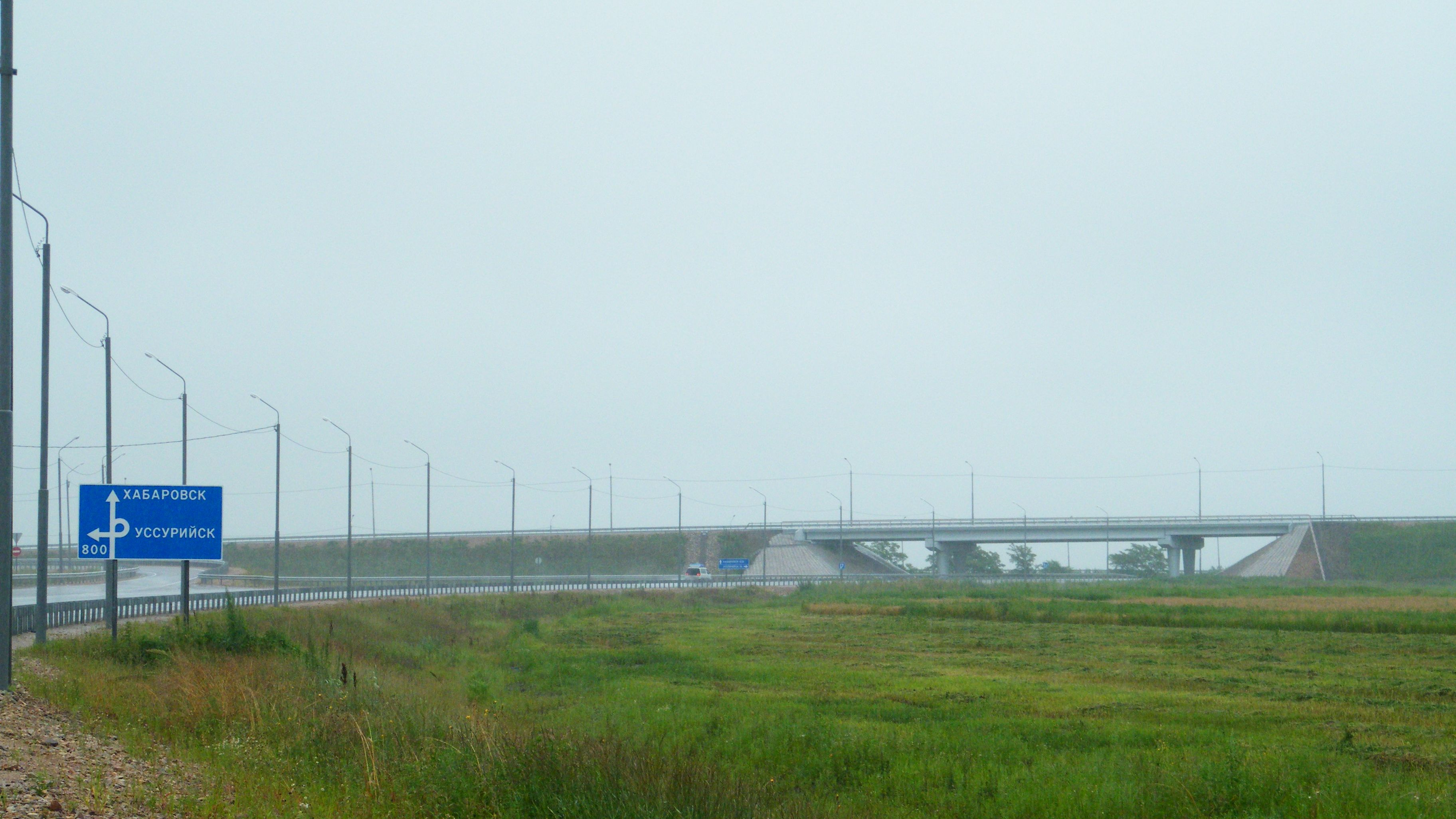
L'autoroute à la sortie vers Mikhailovka.

- Sortie vers Oussouriïsk-est et Gloukhova, km 663
- Sortie vers Banevourovo et Oussouriïsk-sud-est, km 669
- Échangeur entre  et Autoroute de Vladivostok (Vladivostok Shocce) vers Oussouriïsk-sud et le xian de Dongning, km 675
- , km 675
- Sortie vers Baranovskii, km 683

Raïon de Nadejda, km 684
- Aire de service (sens sud), km 685
- Aire de service  (deux sens), km 689
- Sortie sur l' (Razdolnoïe — Khassan — Corée du Nord), , km 691
- Sortie vers Timofeïevka, km 704
- Sortie à Kiparisovo, km 709
- Transsibérien, km 709
- Kiparisovo-2, km 712
- À Voshkod et Vagonnik, km 715
- Aire de service  (deux sens), km 719
- 05K-248 vers Tavritchanka, km 721
- Volno-Nadejdinskoïe, km 721
- Transsibérien, km 722
- Rue Traktovaïa, km 723
- Rue Sosnina, km 724
- Rue Anisimova, km 725
- Sortie (sens sud) Rue Khrustalnaïa , km 727
- Échangeur entre  et 05A-164 (Vladivostok par le pont de la baie de l'Amour), km 727

Ville d'Artiom
- Échangeur entre  et 05A-615 (vers Nakhodka). Km 731, fin.

L'autoroute finit officiellement à Artiom, mais selon les cartes, la route 05N-625 fait partie de l'autoroute jusqu'à Vladivostok:
- Ligne Ougolnaïa - Cap Astafiev, km 731+3
- Sortie sur les rues Rabochaïa et Gagarine, km 731+4

Ville de Vladivostok, Arrondissement Soviétique, km 731+6
- Sortie sur la rue Vostochnaïa à Troudovoïe, km 731+13
- Sortie (sens sud) sur la rue Kroutaïa à Sadgorod, km 731+15
- Sortie sur la rue Shkotovskaïa à Spoutnik, km 731+16
- Sortie sur la 05N-296 (vers la plage de Lazournaïa) à Okeanskaïa, km 731+21Début de la route à Vladivostok.

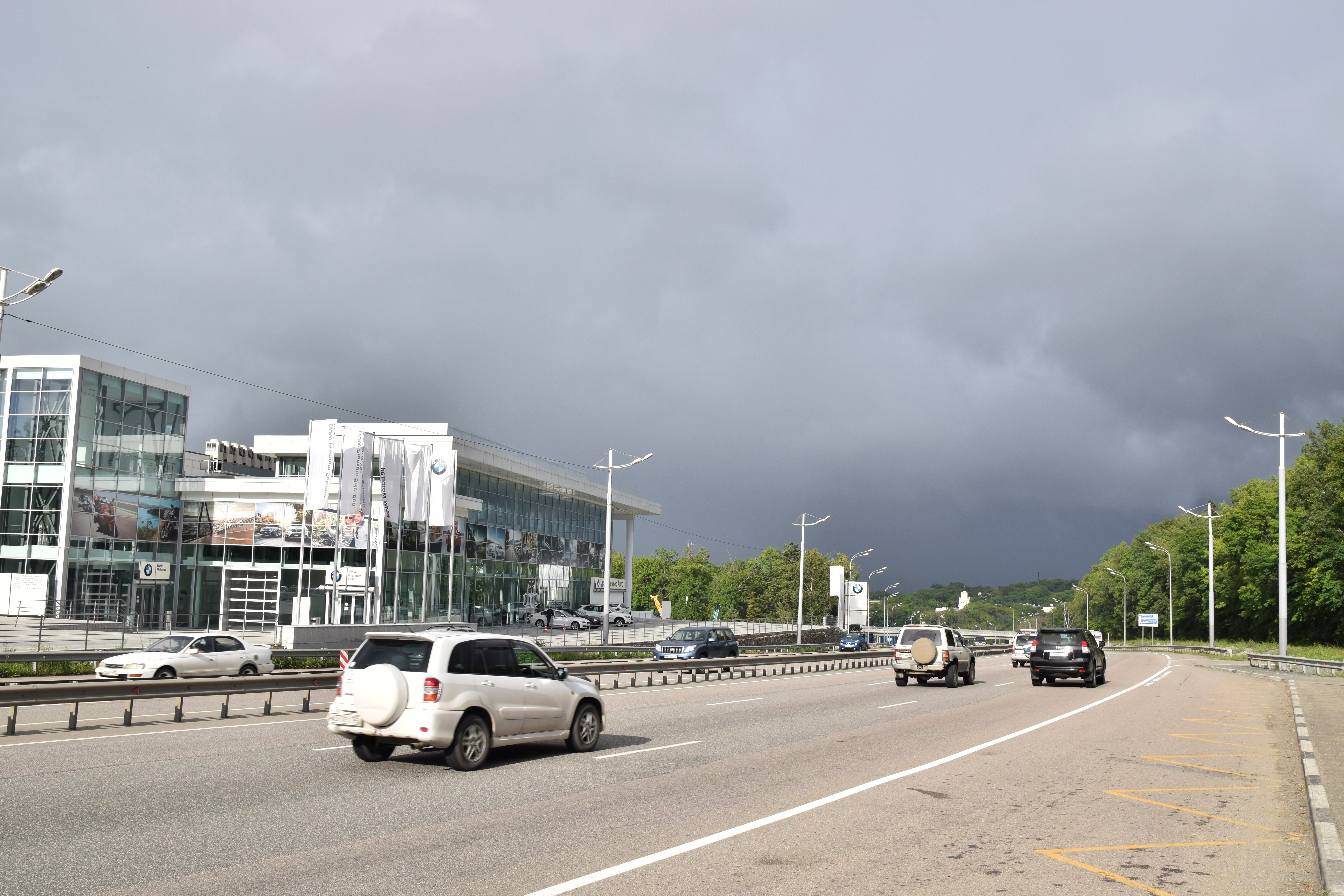
Début de la route à Vladivostok.

- Échangeur entre 05N-625, 05A-615, la Rue Makovskogo (vers le centre de Vladivostok) et Autoroute De-Friz – Patrokl (vers île Rousski), km 731+24, fin[12].

### Note sur le kilométrage
La route subit des rénovations chaque année, le nombre de kilomètres est donc variable. L'itinéraire n'est pas exhaustif. Les distances et points kilométriques ont été calculées via Yandex.